# Zygfryd (opera)
Zygfryd (Siegfried) – trzecia część dramatu muzycznego Pierścień Nibelunga napisanego przez Richarda Wagnera. Opera, do której libretto napisał kompozytor, składa się z trzech aktów. Prapremiera dzieła miała miejsce w Bayreuth 16 sierpnia 1876 r., a premiera polska odbyła się we Lwowie w 1907 roku (choć wykonanie koncertowe I aktu można było usłyszeć w Warszawie w roku 1903).

## Osoby
- Siegfried – tenor
- Mime – tenor
- Wędrowiec (Der Wanderer) – bas-baryton
- Alberyk – bas-baryton
- Fafner – bas
- Erda – alt
- Brünnhilde – sopran
- Głos leśnego ptaszka (Stimme des Waldvogels) – dyszkant /sopran[2]

## Treść
Akcja rozgrywa się w pradawnej Germanii. Po ucieczce przed gniewem władcy bogów – Wotana, Zyglinda (Sieglinde) urodziła syna Zygfryda (Siegfrieda), umierając przy porodzie. Od wydarzeń opisanych w Walkirii minęło dwadzieścia lat.

### Akt I
Pod opieką karła Mimego Zygfryd wyrósł na pięknego młodzieńca. Przebrany za wędrowca Wotan mówi Mimemu, że ze szczątków Notunga, miecza ojca Zygfryda – Zygmunta (Siegmund) – można wykuć niezwyciężoną broń. Może to zrobić jedynie ktoś, kto nie zna lęku, a kto wkrótce ma zabić Mimego. Zatrwożony karzeł domyśla się, że chodzi o Zygfryda i... pragnie napędzić mu strachu. Poleca młodzieńcowi zmierzyć się z olbrzymem Fafnerem, który pod postacią smoka pilnuje złota Renu. Tymczasem Zygfryd wykuwa nowy miecz ze szczątków Notunga.

### Akt II
Przed jaskinią Fafnera czuwa karzeł Alberyk, brat Mimego. Na polanie pojawia się Zygfryd i po krótkiej walce zabija smoka. Kropla smoczej krwi spada na rękę młodzieńca – od tej chwili zna on mowę ptaków i potrafi odgadywać ludzkie myśli. Zabiera z jaskini pierścień i czapkę-niewidkę oraz zabija Mimego, który chciał go otruć. Kiedy słyszy opowieść ptaszka o Brunhildzie, śpiącej na górze otoczonej płomieniami, postanawia ją obudzić.

### Akt III
Matka bogów, Erda, przepowiada Wotanowi szybki koniec jego państwa. Wotan ma jednak nadzieję, że ocali je Zygfryd. Kiedy ten nadchodzi, Wotan zagradza mu drogę włócznią. Pod ciosem miecza Zygfryda włócznia pęka i młodzieniec przechodzi przez morze ognia. Budzi Brunhildę, z którą od tej pory połączy go miłość.

## Premiery „Zygfryda” na świecie
| Miasto       | Kraj                                      | Flaga                | Rok  | Język      |
| ------------ | ----------------------------------------- | -------------------- | ---- | ---------- |
| Bayreuth     | Cesarstwo Niemieckie                      | Cesarstwo Niemieckie | 1876 | niemiecki  |
| Wiedeń       | Austro-Węgry                              | Austro-Węgry         | 1878 | niemiecki  |
| Berlin       | Cesarstwo Niemieckie                      | Cesarstwo Niemieckie | 1885 | niemiecki  |
| Praga        | Austro-Węgry                              | Austro-Węgry         | 1887 | niemiecki  |
| Nowy Jork    | Stany Zjednoczone Ameryki                 | Stany Zjednoczone    | 1887 | niemiecki  |
| Bruksela     | Królestwo Belgii                          | Belgia               | 1891 | francuski  |
| Budapeszt    | Austro-Węgry                              | Austro-Węgry         | 1892 | węgierski  |
| Zurych       | Konfederacja Szwajcarska                  | Szwajcaria           | 1894 | niemiecki  |
| Moskwa       | Imperium Rosyjskie                        | Imperium Rosyjskie   | 1894 | rosyjski   |
| Ryga         | Imperium Rosyjskie                        | Rosja                | 1898 | niemiecki  |
| Mediolan     | Królestwo Włoch                           | Regia Marina         | 1899 | włoski     |
| Madryt       | Królestwo Hiszpanii                       |                      | 1900 | włoski     |
| Barcelona    | Królestwo Hiszpanii                       |                      | 1900 | włoski     |
| Londyn       | Imperium Brytyjskie                       | Wielka Brytania      | 1901 | angielski  |
| Manchester   | Imperium Brytyjskie                       | Wielka Brytania      | 1901 | angielski  |
| Paryż        | III Republika Francuska                   |                      | 1902 | francuski  |
| Petersburg   | Imperium Rosyjskie                        | Imperium Rosyjskie   | 1902 | rosyjski   |
| Kopenhaga    | Królestwo Danii                           | Dania                | 1903 | duński     |
| Sztokholm    | Królestwo Szwecji                         | Szwecja              | 1905 | szwedzki   |
| Helsinki     | Imperium Rosyjskie                        | Rosja                | 1905 | niemiecki  |
| Lwów         | Austro-Węgry                              | Austro-Węgry         | 1907 | polski     |
| Buenos Aires | Republika Argentyńska                     | Argentyna            | 1908 | włoski     |
| Antwerpia    | Królestwo Belgii                          | Belgia               | 1908 | flamandzki |
| Johannesburg | Imperium Brytyjskie (Kolonia Przylądkowa) | Wielka Brytania      | 1913 | angielski  |

Źródło: